# Manuel Alves dos Reis Lousada
Manuel Alves dos Reis Lousada, primeiro barão de Guaíba (, 1784 — Porto Alegre, 16 de julho de 1862) foi um político brasileiro.
Filho de Domingos Alves dos Reis Louzada e de Francisca Maria de Jesus. Casou-se com sua sobrinha Anna Amalia Louzada. Não tiveram filhos.
Em 1817 aparece como doador de 200$000 para auxiliar na Guerra contra Artigas.
Participou das juntas governativas que presidiram a província do Rio Grande do Sul logo antes da Independência do Brasil: a do Duque de Saldanha, entre 22 de fevereiro a 29 de agosto de 1822 e depois a do visconde de São Gabriel, de 29 de agosto a 7 de setembro de 1822.
Em 1835 ficou como suplente a deputado provincial na 1ª Legislatura da Assembleia Legislativa Provincial do Rio Grande do Sul.
Tinha três fazendas em Bom Retiro do Sul: a da Pedreira, a do Pinhal e a da Conceição. Nelas trabalhavam mais de cem escravos em dois engenhos de serra, um moinho e na lavoura. Ele explorava madeira-de-lei e erva-mate, usando no rio Taquari botes e lanchões, movidos a remo e velas.
Antes de falecer distribuiu sua fortuna aos pobres (50 viúvas e 40 órfãos) e alforriou 23 escravos, dando-lhes lotes de terra para morar.
Foi agraciado barão em 20 de dezembro de 1855.